# Suchovršice
Suchovršice (deutsch Saugwitz) ist eine Gemeinde in Tschechien. Sie liegt zwei Kilometer nordwestlich von Úpice und gehört zum Okres Trutnov.

## Geographie
Suchovršice erstreckt sich südlich des Habichtsgebirges (Jestřebí hory) im Tal der Úpa, in die im Dorf die Bäche Karbanka und Zbylovka einmünden. Nördlich erhebt sich der Klůček (495 m). Am nördlichen Ortsausgang verläuft die Bahnstrecke Jaroměř–Lubawka.
Nachbarorte sind Sedmidomí und Končiny im Norden, Velké Svatoňovice im Nordosten, Kvíčala im Osten, Úpice im Südosten, Podrač und Radeč im Süden, Studenec im Südwesten, Rubínovice und Starý Rokytník im Westen sowie Luční Domky, Adamov und Bohuslavice im Nordwesten.

## Geschichte
Die erste schriftliche Erwähnung des Dorfes Suchowrssicze erfolgte 1545 in den Amtsbüchern von Náchod. Im Jahre 1585 wurde der Ort als Sauchowitz und 1595 als Sauchwitz bezeichnet. Im Jahre 1834 bestand Saugwitz / Suchowrssic aus 91 Häusern mit 544 Einwohnern. Im Ort bestand eine dreigängige Mühle mit Brettsäge. Katholischer Pfarrort war Úpice. Bis zur Mitte des 19. Jahrhunderts blieb das Dorf zur Herrschaft Nachod untertänig.
Ab 1850 bildete Saugwitz / Suchovršice eine Gemeinde in der Bezirk Neustadt an der Mettau. 1874 wurde die Gemeinde aus dem Gerichtsbezirk Nachod herausgelöst und dem neuen Gerichtsbezirk Úpice zugeordnet. Seit 1877 gehörte das Dorf zum Bezirk Trautenau. Nach dem Münchner Abkommen verblieb Suchovršice 1938 bei der Tschechoslowakei und wurde bis 1945 dem Bezirk Nachod zugeordnet. Nach dem Ende des Zweiten Weltkrieges kam das Dorf zum Okres Trutnov zurück. Mit Beginn des Jahres 1981 wurde Suchovršice nach Úpice eingemeindet. Seit dem 1. September 1990 bildet Suchovršice wieder eine eigene Gemeinde.

## Gemeindegliederung
Für die Gemeinde Suchovršice sind keine Ortsteile ausgewiesen. Zu Suchovršice gehören die Ortslagen Na Lhotkách, Kopec, Malá strana und U mlýna sowie ein Anteil von Kvíčala.

## Sehenswürdigkeiten

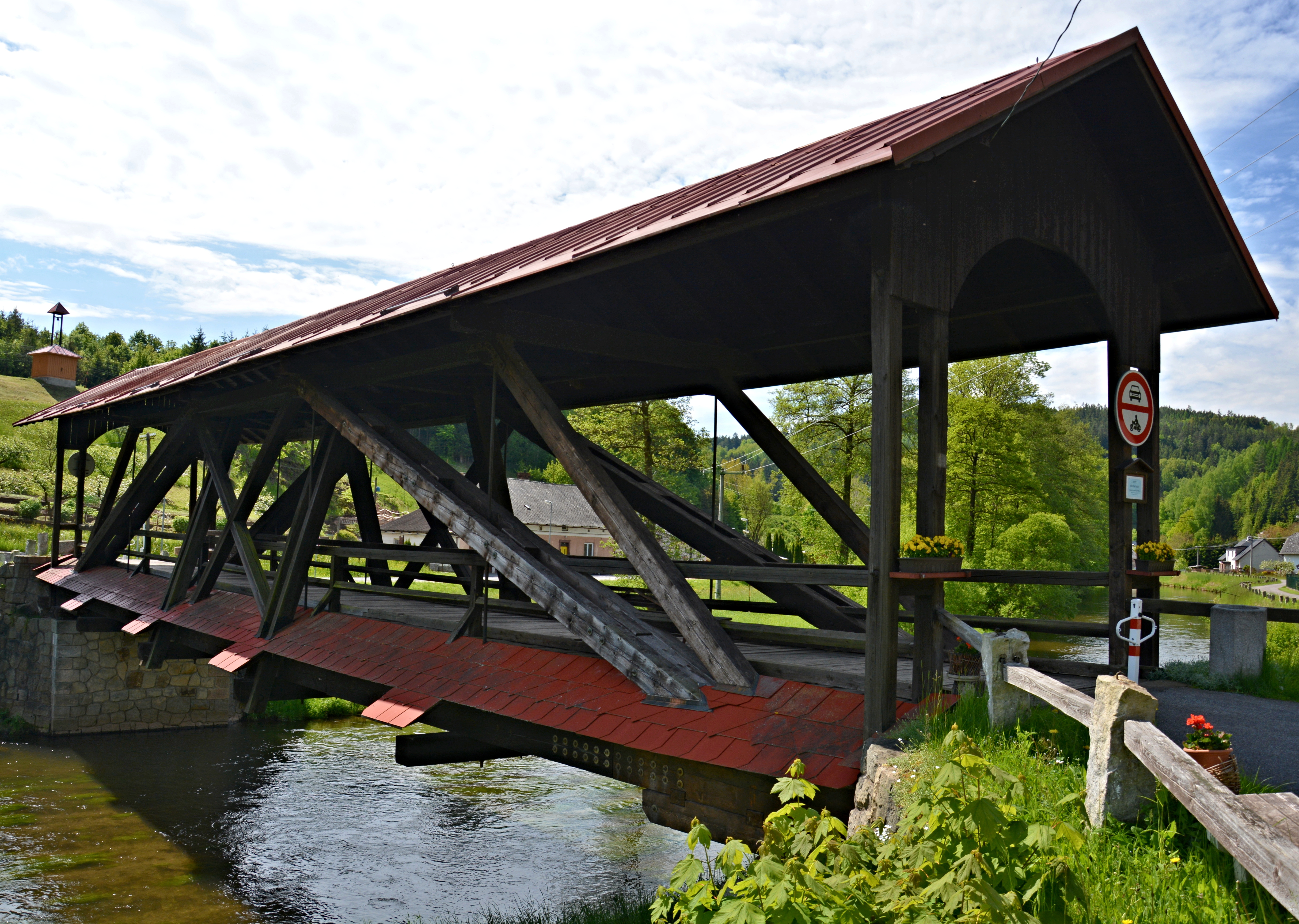
Nördliche Holzbrücke

- Gezimmerter Glockenturm, errichtet 1730
- Drei gedeckte Holzbrücken über die Úpa, errichtet zwischen 1921 und 1922, Technische Denkmale
- Ehemalige Mühle aus dem 17. Jahrhundert
- Grund Zlatá jáma mit Lehrpfad und ehemaligen mittelalterlichen Silberbergwerk, am nördlichen Ortsausgang gegenüber von Na Lhotkách am rechten Aupa-Ufer
- Statue des hl. Johannes von Nepomuk, geschaffen 1776